# Steinina metaplaxi
Steinina metaplaxi is een soort in de taxonomische indeling van de Myzozoa, een stam van microscopische parasitaire dieren. Het organisme komt uit het geslacht Steinina en behoort tot de familie Aggregatidae. Steinina metaplaxi werd in 1932 ontdekt door Pearse.